# Ломов, Александр Анатольевич
Александр Анатольевич Ломов (7 августа 1954 — 7 октября 2022) — ректор Ярославского государственного технического университета с 2006 по 2017 год.

## Биография
Родился 7 августа 1954 года в городе Лыткарино Московской области в семье военнослужащего. В 1971 году поступил в Красноярский политехнический институт, откуда в 1972 году, в связи с переездом отца, переведён в Ярославский политехнический институт; специальность — «Машины и аппараты химических производств». В 1976—1977 годах работал инженером-конструктором на Ярославском шинном заводе.
Был приглашён в аспирантуру Ярославского политехнического института. Занимался интенсификацией технологических процессов получения изделий из резиновых смесей, теорией переработки полимерных материалов и созданием методов расчёта перерабатывающего оборудования резинотехнического и шинного производств.
Избран заведующим кафедрой начертательной геометрии и инженерной графики. В 1993 году назначен первым проректором института. В 2006 году назначен исполняющим обязанности ректора. В марте 2007 года избран ректором. Покинул пост ректора в 2017 году.
С 1982 года — кандидат, с 2003 года — доктор технических наук. Диссертации посвящены созданию нового оборудования для переработки эластомеров и его применение в промышленности. С 2004 года профессор. Подготовил 4 кандидата технических наук, опубликовал свыше 10 монографий, более ста научных статей, включая 25 авторских свидетельств на изобретения и патентов.
Награждён орденом Дружбы (1997).
Умер 7 октября 2022 года